# J.League Division 1 2008
Die J.League Division 1 2008 war die sechzehnte Spielzeit der höchsten Division der japanischen J.League und die zehnte unter dem Namen Division 1. An ihr nahmen achtzehn Vereine teil. Die Saison begann am 8. März und endete am 6. Dezember 2008; zwischen dem 18. Mai und dem 25. Juni wurden keine Spiele ausgetragen.
Die Meisterschaft wurde erneut von Kashima Antlers gewonnen, für das Team aus Ost-Kantō war es die insgesamt sechste japanische Meisterschaft. Zudem qualifizierten sich erstmals nicht nur der Meister, sondern die besten drei Mannschaften der Saison für die AFC Champions League; für die Saison 2009 platzierten sich neben Kashima der Zweite Kawasaki Frontale und der Dritte Nagoya Grampus. Direkte Absteiger in die Division 2 2009 waren die Vorjahresaufsteiger Tokyo Verdy und Consadole Sapporo. In der vorerst zum letzten Mal ausgetragenen Relegation konnte Júbilo Iwata seinen Platz in der Division 1 gegen Vegalta Sendai, Dritter der J.League Division 2 2008, behaupten.

## Modus
Wie in der Vorsaison standen sich die Vereine im Rahmen eines Doppelrundenturniers zweimal, je einmal zuhause und einmal auswärts, gegenüber. Für einen Sieg gab es drei Punkte, bei einem Unentschieden erhielt jede Mannschaft einen Zähler. Die Abschlusstabelle wurde also nach den folgenden Kriterien erstellt:
1. Anzahl der erzielten Punkte
2. Tordifferenz
3. Erzielte Tore
4. Ergebnisse der Spiele untereinander
5. Entscheidungsspiel oder Münzwurf

Der Verein mit dem besten Ergebnis am Ende der Saison errang den japanischen Meistertitel. Die besten drei Teams qualifizierten sich für die AFC Champions League 2008. Die beiden schlechtesten Mannschaften stiegen direkt in die J.League Division 2 2009 ab, der Drittletzte musste gegen das drittbeste Team der Division 2 in zwei Relegationsspielen um einen Platz in der Division 1 für die kommende Saison spielen. Bei Torgleichheit nach Ende dieser zwei Spiele kam die Auswärtstorregel zur Anwendung; sollte auch diese keine Entscheidung bringen, wurde eine Verlängerung sowie nötigenfalls ein Elfmeterschießen durchgeführt.

## Teilnehmer
Insgesamt nahmen achtzehn Mannschaften an der Spielzeit teil. Zum dritten Mal in Folge verließen hierbei am Ende der Vorsaison drei Mannschaften die Spielklasse in Richtung Division 2; so stand Vorjahresaufsteiger Yokohama FC bereits fünf Spieltage vor Schluss als Absteiger fest und beendete die Saison abgeschlagen auf dem letzten Tabellenplatz. Auch Ventforet Kofu konnte die Klasse nicht halten und trat als Vorletzter nach zwei Jahren den Rückweg in die Division 2 an.
Sanfrecce Hiroshima erreichte lediglich den sechzehnten Tabellenplatz, damit musste die Mannschaft in der Relegation gegen Vorjahresabsteiger Kyōto Sanga antreten. Nach einer 1:2-Niederlage im Hinspiel in Kyōto war ein 0:0 im Rückspiel vor eigenem Publikum letztlich zu wenig für Sanfrecce, die damit nach vier Jahren Zugehörigkeit zur Division 1 zum zweiten Mal abstiegen. Umgekehrt feierte Kyōto nach dem Abstieg aus der höchsten japanischen Fußballliga 2006 die direkte Rückkehr ins Oberhaus.
Als weitere Aufsteiger aus der Division 2 2007 komplettierten deren Meister Consadole Sapporo sowie der Zweitplatzierte Tokyo Verdy 1969 das Teilnehmerfeld. Beide Mannschaften kehrten nach längeren Abwesenheiten von sechs bzw. vier Jahren in die Division 1 zurück.
Zudem benannten sich gleich zwei Mannschaften um. Nagoya Grampus strich zu Beginn der Saison den Zusatz „Eight“ ebenso aus dem Namen wie Aufsteiger Tokyo Verdy das Gründungsjahr „1969“.
| Verein              | Stadt/Region               |
| ------------------- | -------------------------- |
| Albirex Niigata     | Niigata und Seirō, Niigata |
| Consadole Sapporo   | Sapporo, Hokkaidō          |
| Gamba Osaka         | Suita, Osaka               |
| JEF United Ichihara | Chiba, Chiba               |
| Júbilo Iwata        | Iwata, Shizuoka            |
| Kashima Antlers     | Kashima, Ibaraki           |
| Kashiwa Reysol      | Kashiwa, Chiba             |
| Kawasaki Frontale   | Kawasaki, Kanagawa         |
| Kyōto Sanga         | Kyōto, Kyōto               |
| Nagoya Grampus      | Nagoya, Aichi              |
| Ōita Trinita        | Ōita, Ōita                 |
| Ōmiya Ardija        | Saitama, Saitama           |
| Shimizu S-Pulse     | Shizuoka, Shizuoka         |
| FC Tokyo            | Tokio                      |
| Tokyo Verdy         | Tokio                      |
| Urawa Red Diamonds  | Saitama, Saitama           |
| Vissel Kōbe         | Kōbe, Hyōgo                |
| Yokohama F. Marinos | Yokohama, Kanagawa         |

## Trainer
| Verein              | Cheftrainer                               |
| ------------------- | ----------------------------------------- |
| Consadole Sapporo   | Toshiya Miura                             |
| Kashima Antlers     | Oswaldo de Oliveira                       |
| Urawa Reds          | Holger Osieck → Gert Engels               |
| Omiya Ardija        | Yasuhiro Higuchi                          |
| JEF United Chiba    | Josip Kuže → Shigeo Sawairi → Alex Miller |
| Kashiwa Reysol      | Nobuhiro Ishizaki                         |
| FC Tokyo            | Hiroshi Jōfuku                            |
| Tokyo Verdy         | Tetsuji Hashiratani                       |
| Kawasaki Frontale   | Takashi Sekizuka → Tsutomu Takahata       |
| Yokohama F. Marinos | Takashi Kuwahara → Kōkichi Kimura         |
| Albirex Niigata     | Jun Suzuki                                |
| Shimizu S-Pulse     | Kenta Hasegawa                            |
| Júbilo Iwata        | Atsushi Uchiyama → Hans Ooft              |
| Nagoya Grampus      | Dragan Stojković                          |
| Kyoto Sanga FC      | Hisashi Katō                              |
| Gamba Osaka         | Akira Nishino                             |
| Vissel Kobe         | Hiroshi Matsuda                           |
| Oita Trinita        | Péricles Chamusca                         |

## Spieler
| Verein              | Spieler |
| ------------------- | --- |
| Consadole Sapporo   | Yūya Satō (15/0), Mitsuyuki Yoshihiro (9/0), Junji Nishizawa (18/0), Yūshi Soda (3/0), Tomohiko Ikeuchi (20/2), Hiroyuki Nishijima (21/2), Seiya Fujita (19/0), Makoto Sunakawa (32/1), Kengo Ishii (9/0), Davi (26/16), Nonato (1/0), Anderson (16/4), Genki Nakayama (22/1), Claiton (30/2), Shinji Ōtsuka (7/0), Yasuaki Okamoto (13/0), Hironobu Haga (26/0), Shūsuke Tsubouchi (30/0), Kazumasa Uesato (12/0), Yasuhiro Hiraoka (14/0), Daigo Nishi (27/3), Masaya Nishitani (21/0), Hiroki Miyazawa (6/1), Junki Yokono (1/0), Takahiro Takagi (20/0), Jun Marques Davidson (17/0), Shingo Shibata (14/3), Chong Yong-de (11/0), Yoshinobu Minowa (12/0)                                  |
| Kashima Antlers     | Atsuto Uchida (25/1), Daiki Iwamasa (33/2), Gō Ōiwa (18/0), Kōji Nakata (9/0), Tōru Araiba (30/2), Takuya Nozawa (27/3), Yūzō Tashiro (27/3), Masashi Motoyama (32/3), Danilo (28/4), Shinzō Kōroki (29/8), Chikashi Masuda (19/0), Takeshi Aoki (34/2), Masaki Chūgo (24/0), Ryūta Sasaki (11/2), Marquinhos (30/21), Masahiko Inoha (23/0), Hitoshi Sogahata (34/0), Naoya Ishigami (4/0), Yūji Funayama (2/0), Marcinho (12/0), Mitsuo Ogasawara (24/5) |
| Urawa Reds          | Norihiro Yamagishi (1/0), Keisuke Tsuboi (21/0), Hajime Hosogai (26/2), Marcus Tulio Tanaka (31/11), Nobuhisa Yamada (28/0), Naohiro Takahara (27/6), Alessandro Santos (1/0), Yūichirō Nagai (26/5), Ponte (16/1), Tatsuya Tanaka (15/2), Shunsuke Tsutsumi (18/0), Keita Suzuki (23/0), Tadaaki Hirakawa (31/1), Sergio Escudero (13/0), Takahito Sōma (27/3), Edmilson (31/11), Hideki Uchidate (3/0), Satoshi Horinouchi (28/0), Tsukasa Umesaki (22/1), Yūki Abe (33/6), Ryōta Tsuzuki (33/0), Hiroyuki Takasaki (2/0), Masayuki Okano (4/0), Naoki Yamada (1/0) |
| Omiya Ardija        | Taishi Tsukamoto (6/0), Leandro (30/2), Yasuhiro Hato (34/0), Daisuke Tomita (32/2), Yōsuke Kataoka (28/1), Naoya Saeki (20/0), Daigo Kobayashi (33/3), Kōta Yoshihara (19/2), Denis Marques (20/8), Chikara Fujimoto (28/3), Pedro Junior (9/2), Hiroshi Morita (16/2), Masato Saitō (22/2), Lavric (18/5), Hayato Hashimoto (6/0), Yūsuke Murayama (21/0), Kōji Ezumi (34/0), Terukazu Tanaka (9/0), Shin Kanazawa (22/0), Tomoya Uchida (16/0), Masahiko Ichikawa (1/0), Kōhei Tokita (22/1), Naoto Sakurai (3/0), Yoshiyuki Kobayashi (25/3), Takuya Aoki (1/0) |
| JEF United Chiba    | Tomonori Tateishi (12/0), Masataka Sakamoto (32/1), Daisuke Saitō (24/1), Bosnar (30/2), Kōzō Yūki (2/0), Tōmi Shimomura (33/0), Kōhei Kudō (32/2), Yūta Baba (6/0), Kōta Aoki (13/0), Reinaldo (23/2), Tatsunori Arai (23/3), Mitsuki Ichihara (3/0), Shōhei Ikeda (27/0), Kōji Nakajima (13/0), Tatsuya Yazawa (28/7), Ryō Kushino (1/0), Seiichirō Maki (30/11), Atsushi Itō (2/1), Takuya Kokeguchi (9/0), Kōki Yonekura (8/0), Takashi Rakuyama (3/0), Ryō Kanazawa (1/0), Tsukasa Masuyama (1/0), Masahiro Okamoto (21/0), Ryōta Aoki (29/1), Masaki Fukai (11/4), Ken Matsumoto (8/0), Hrgovic (7/0), Kazuyuki Toda (12/0), Yūichi Nemoto (7/0), Michael (10/1), Tomonobu Hayakawa (5/0) |
| Kashiwa Reysol      | Jirō Kamata (26/1), Naoya Kondō (5/0), Naoki Ishikawa (17/1), Masahiro Koga (29/1), Alex (28/5), Hidekazu Ōtani (33/3), Takehito Shigehara (6/0), Hideaki Kitajima (12/1), Franca (19/4), Popo (29/4), Yūzō Kobayashi (31/1), Keisuke Ōta (34/6), Minoru Suganuma (30/10), Shunta Nagai (7/0), Iwao Yamane (15/0), Shū Abe (1/0), Tadanari Lee (19/4), Yūta Minami (10/0), Tatsuya Suzuki (15/0), Yōhei Kurakawa (32/1), Yūsuke Murakami (6/3), Takahiro Ōshima (1/0), Yūki Ōtsu (14/0), Ryōichi Kurisawa (11/1), Takanori Sugeno (24/0), Kōta Sugiyama (12/1) |
| FC Tokyo            | Hitoshi Shiota (34/0), Teruyuki Moniwa (22/0), Hideki Sahara (28/2), Bruno Quadros (2/0), Yūto Nagatomo (29/3), Yasuyuki Konno (32/4), Satoru Asari (25/0), Ryūji Fujiyama (15/0), Cabore (34/11), Yōhei Kajiyama (28/1), Sōta Hirayama (24/2), Emerson (20/3), Jō Kanazawa (14/0), Naohiro Ishikawa (21/2), Nobuo Kawaguchi (7/0), Naotake Hanyū (27/1), Kōta Morimura (2/0), Shingo Akamine (30/12), Yūhei Tokunaga (30/1), Ryōichi Kurisawa (4/0), Kazunori Yoshimoto (2/1), Yōhei Ōtake (23/4), Yūsuke Kondō (6/0), Kenta Mukuhara (3/0), Tatsuya Suzuki (8/1) |
| Tokyo Verdy         | Yōichi Doi (34/0), Kensuke Fukuda (17/0), Shigenori Hagimura (5/0), Takumi Wada (22/1), Daisuke Nasu (32/1), Tomo Sugawara (23/0), Leandro (22/2), Kōsei Shibasaki (21/1), Hulk (11/7), Diego (29/11), Harutaka Ōno (15/0), Taira Inoue (3/0), Seitarō Tomisawa (25/1), Kazunori Iio (26/2), Yukio Tsuchiya (33/1), Yūzō Funakoshi (7/1), Nozomi Hiroyama (16/0), Toshihiro Hattori (31/0), Takashi Fukunishi (29/3), Kazuki Hiramoto (23/2), Masaki Iida (2/0), Jumpei Shimmura (1/0), Hiroki Kawano (17/2), Masashi Ōguro (14/2) |
| Kawasaki Frontale   | Eiji Kawashima (34/0), Hiroki Itō (34/2), Yūsuke Igawa (30/1), Yūsuke Tasaka (12/1), Masaru Kurotsu (26/3), Satoru Yamagishi (29/0), Kazuki Ganaha (15/2), Juninho (32/12), Hulk (2/0), Vitor Junior (15/2), Shūhei Terada (21/1), Kengo Nakamura (34/4), Taku Harada (2/0), Chong Te-se (33/14), Kōsuke Kikuchi (17/0), Tomonobu Yokoyama (16/0), Yūsuke Mori (17/3), Yūji Yabu (4/0), Satoshi Kukino (6/1), Masahiro Ōhashi (21/1), Kazuhiro Murakami (25/1), Ken Tokura (1/0), Hiroyuki Taniguchi (31/10), Kyōhei Sugiura (1/0), Renatinho (12/5) |
| Yokohama F. Marinos | Tetsuya Enomoto (31/0), Naoki Matsuda (30/1), Yūzō Kurihara (24/0), Ryūji Kawai (20/3), Hayuma Tanaka (32/1), Lopes (16/1), Roni (16/5), Kōji Yamase (25/4), Daisuke Sakata (32/1), Takanobu Komiyama (31/7), Kenta Kanō (13/3), Hideo Ōshima (29/7), Yukihiro Yamase (9/0), Shingō Hyōdō (28/2), Norihisa Shimizu (19/0), Kōta Mizunuma (10/0), Yūji Nakazawa (33/4), Takashi Kanai (5/0), Yūsuke Tanaka (25/1), Yōsuke Saitō (1/0), Ariajasuru Hasegawa (8/1), Shōhei Ogura (12/0), Yōta Akimoto (3/0), Manabu Saitō (7/0), Kim Kun-hoan (7/1) |
| Albirex Niigata     | Takashi Kitano (32/0), Hiroshi Nakano (11/0), Kazuhiko Chiba (31/0), Mitsuru Chiyotanda (32/2), Mitsuru Nagata (30/1), Toshihiro Matsushita (28/2), Davi (10/0), Augusto (4/0), Alessandro (30/13), Marcio Richardes (24/3), Kishō Yano (33/6), Fumiya Kogure (12/0), Isao Homma (25/1), Yoshito Terakawa (27/0), Jun Uchida (33/2), Kengo Kawamata (1/0), Keiji Kaimoto (9/0), Kazuhisa Kawahara (18/0), Yōsuke Nozawa (2/0), Atomu Tanaka (25/1), Ayato Hasebe (1/0), Naoto Matsuo (30/1) |
| Shimizu S-Pulse     | Arata Kodama (26/0), Takahiro Yamanishi (7/0), Kazumichi Takagi (34/1), Keisuke Iwashita (18/2), Marcos Paulo (20/1), Teruyoshi Itō (34/0), Takuma Edamura (30/8), Takurō Yajima (24/5), Jungo Fujimoto (18/2), Mitsuhiro Toda (8/1), Akihiro Hyōdō (23/1), Jumpei Takaki (5/0), Shinji Tsujio (3/0), Takuya Honda (16/1), Fernandinho (13/1), Marcos Aurelio (9/0), Kazuki Hara (26/6), Akinori Nishizawa (21/5), Yōhei Nishibe (21/0), Genki Ōmae (2/0), Shinji Okazaki (27/10), Daisuke Ichikawa (27/0), Naoaki Aoyama (33/1), Masaki Yamamoto (11/2), Kaito Yamamoto (13/0) |
| Júbilo Iwata        | Yoshikatsu Kawaguchi (33/0), Hideto Suzuki (8/0), Takayuki Chano (27/1), Kentarō Ōi (11/1), Makoto Tanaka (26/1), Takahiro Kawamura (11/1), Yoshiaki Ōta (1/0), Gilsinho (30/9), Masashi Nakayama (16/1), Shō Naruoka (15/2), Norihiro Nishi (12/2), Shun Morishita (1/0), Shinji Murai (24/0), Ken’ichi Kaga (30/0), Hiroshi Nanami (13/0), Yūsuke Inuzuka (29/1), Ryōichi Maeda (22/8), Ryū Okada (5/0), Ken’ya Matsui (1/0), Robert Cullen (16/4), Kōsuke Yamamoto (9/0), Takuya Matsuura (11/1), Yūichi Komano (34/1), Kōta Ueda (25/1), Keisuke Funatani (5/0), Ryōhei Yamazaki (6/0), Naoki Hatta (1/0), Hiroki Bandai (20/3), Shūto Yamamoto (4/0), Rodrigo (15/1)                       |
| Nagoya Grampus      | Seigō Narazaki (30/0), Takashi Miki (4/0), Bajalica (26/0), Atsushi Yoneyama (18/1), Shōhei Abe (34/0), Naoshi Nakamura (31/0), Magnum (26/8), Johnsen (34/12), Toshiya Fujita (8/0), Keiji Tamada (31/4), Kei Yamaguchi (22/0), Keiji Yoshimura (28/1), Takahiro Masukawa (27/2), Yūki Maki (16/1), Masaki Fukai (5/0), Keita Sugimoto (33/7), Kōji Nishimura (4/0), Tomohiro Tsuda (3/0), Shōsuke Katayama (1/0), Yoshizumi Ogawa (33/11), Akira Takeuchi (31/0), Shō Hanai (4/0), Jun Aoyama (1/0), Maya Yoshida (22/1), Oribe Niikawa (1/0) |
| Kyoto Sanga FC      | Naohito Hirai (8/0), Ataliba (17/1), Sidiclei (33/1), Yūsuke Nakatani (25/1), Kazuki Teshima (24/0), Ryūzō Morioka (7/0), Takaaki Tokushige (15/0), Hiroki Mizumoto (18/1), Yutaka Tahara (24/5), Paulinho (4/1), Fernandinho (16/3), Takenori Hayashi (19/1), Atsushi Yanagisawa (32/14), Yūto Satō (34/3), Hiroki Nakayama (14/0), Daisuke Saitō (2/0), Jun Andō (15/1), Takashi Hirajima (12/0), Yūichi Mizutani (26/0), Daigō Watanabe (34/3), Yūki Ōkubo (13/0), Tatsuya Masushima (32/0), Yasumasa Nishino (12/0), Makoto Kakuda (24/1), Taisuke Nakamura (1/0), Kōken Katō (2/0), Takumi Miyayoshi (2/0)                                                                                 |
| Gamba Osaka         | Naoki Matsuyo (9/0), Sōta Nakazawa (30/3), Mineiro (2/0), Hiroki Mizumoto (7/0), Satoshi Yamaguchi (34/5), Yōhei Fukumoto (5/0), Yasuhito Endō (27/6), Shin’ichi Terada (13/2), Lucas (31/8), Takahiro Futagawa (29/1), Ryūji Bando (15/1), Michihiro Yasuda (26/0), Shōki Hirai (8/0), Hayato Sasaki (19/1), Tomokazu Myōjin (32/3), Bare (18/10), Roni (9/2), Takumi Shimohira (15/0), Shū Kurata (13/0), Akira Kaji (26/0), Yōsuke Fujigaya (28/0), Takuya Takei (3/0), Hideya Okamoto (3/0), Hideo Hashimoto (34/0), Masato Yamazaki (30/4) |
| Vissel Kobe         | Tatsuya Enomoto (25/0), Teruaki Kobayashi (23/1), Kunie Kitamoto (28/0), Hiroyuki Kōmoto (10/0), Kim Nam-il (31/1), Park Kang-jo (6/0), Keisuke Kurihara (29/4), Leandro (25/7), Botti (30/3), Shōta Matsuhashi (5/0), Yoshito Ōkubo (31/11), Toshihiko Uchiyama (27/1), Seiji Koga (13/0), Takayuki Yoshida (30/5), Hideo Tanaka (27/2), Daisuke Sudō (5/0), Norio Suzuki (26/2), Kenji Baba (16/0), Gakuto Kondō (1/0), Yōsuke Ishibitsu (28/2), Ryōsuke Matsuoka (28/0), Hiroki Kishida (9/0), Kenta Tokushige (9/0), Masaki Yanagawa (10/0) |
| Oita Trinita        | Shūsaku Nishikawa (22/0), Ryō Kobayashi (18/1), Roberto (29/1), Yūki Fukaya (32/1), Edmilson (33/4), Masato Morishige (28/3), Teppei Nishiyama (11/0), Mū Kanazaki (34/4), Yasuhito Morishima (15/2), Ueslei (30/7), Shingo Suzuki (34/2), Daiki Takamatsu (16/0), Akihiro Ienaga (4/0), Seigo Shimokawa (13/0), Yūichi Nemoto (5/0), Hiroshi Ichihara (6/0), Shunsuke Maeda (15/2), Daisuke Takahashi (21/1), Masaru Matsuhashi (13/1), Taikai Uemoto (31/2), Tetsuya Yamazaki (4/0), Hiroyuki Kobayashi (13/0), Kōki Kotegawa (1/0), Hiroshi Kiyotake (8/1), Yoshiaki Fujita (26/0) |

## Statistik

### Tabelle
| Pl.                    | Verein                    | Sp. | S  | U  | N  | Tore    | Diff. | Punkte |
| ---------------------- | ------------------------- | --- | -- | -- | -- | ------- | ----- | ------ |
| 1.                     | Kashima Antlers (M, P)    | 34  | 18 | 9  | 7  | 056:300 | +26   | 63     |
| 2.                     | Kawasaki Frontale         | 34  | 18 | 6  | 10 | 065:420 | +23   | 60     |
| 3.                     | Nagoya Grampus            | 34  | 17 | 8  | 9  | 048:350 | +13   | 59     |
| 4.                     | Ōita Trinita              | 34  | 16 | 8  | 10 | 033:240 | +9    | 56     |
| 5.                     | Shimizu S-Pulse           | 34  | 16 | 7  | 11 | 050:420 | +8    | 55     |
| 6.                     | FC Tokyo                  | 34  | 16 | 7  | 11 | 050:460 | +4    | 55     |
| 7.                     | Urawa Red Diamonds        | 34  | 15 | 8  | 11 | 050:420 | +8    | 53     |
| 8.                     | Gamba Osaka               | 34  | 14 | 8  | 12 | 046:490 | −3    | 50     |
| 9.                     | Yokohama F. Marinos       | 34  | 13 | 9  | 12 | 043:320 | +11   | 48     |
| 10.                    | Vissel Kōbe               | 34  | 12 | 11 | 11 | 039:380 | +1    | 47     |
| 11.                    | Kashiwa Reysol            | 34  | 13 | 7  | 14 | 048:450 | +3    | 46     |
| 12.                    | Ōmiya Ardija              | 34  | 12 | 7  | 15 | 036:450 | −9    | 43     |
| 13.                    | Albirex Niigata           | 34  | 11 | 9  | 14 | 032:460 | −14   | 42     |
| 14.                    | Kyōto Sanga (N)           | 34  | 11 | 8  | 15 | 037:460 | −9    | 41     |
| 15.                    | JEF United Ichihara Chiba | 34  | 10 | 8  | 16 | 036:530 | −17   | 38     |
| 16.                    | Júbilo Iwata              | 34  | 10 | 7  | 17 | 040:480 | −8    | 37     |
| 17.                    | Tokyo Verdy (N)           | 34  | 10 | 7  | 17 | 038:500 | −12   | 37     |
| 18.                    | Consadole Sapporo (N)     | 34  | 4  | 6  | 24 | 036:700 | −34   | 18     |
| Stand: Ende der Saison |                           |     |    |    |    |         |       |        |

| Nach Ende der Saison: |                                                                                          |
| Japanischer Meister 2008 und Qualifikation für die AFC Champions League 2009: Kashima Antlers Qualifikation für die AFC Champions League 2009: Kawasaki Frontale, Nagoya Grampus Japanischer Pokalsieger und Qualifikation für die AFC Champions League 2009: Gamba Osaka Teilnahme an den Relegationsspielen gegen den Drittplatzierten der J.League Division 2 2008: Júbilo Iwata Absteiger in die J.League Division 2 2009: Tokyo Verdy, Consadole Sapporo |                                                                                          |
| |                                                                                          |
| Zum Saisonende 2007: |                                                                                          |
| (M) | Japanischer Meister 2007: Kashima Antlers                                                |
| (P) | Japanischer Pokalsieger 2007: Kashima Antlers                                            |
| (N) | Aufsteiger aus der J.League Division 2 2007: Consadole Sapporo, Tokyo Verdy, Kyōto Sanga |

### Relegation
Durch die Erweiterung der J.League Division 2 auf achtzehn Vereine zur kommenden Saison wurde die Relegation um einen Platz in der Division 1 in dieser Spielzeit vorerst zum letzten Mal ausgetragen. Hierbei traf Júbilo Iwata als Tabellensechzehnter auf Vegalta Sendai, Dritter der Division 2. Wie 2004 hielt dabei der Erstligist die Klasse. Maßgeblicher Spieler der beiden Spiele war Júbilo-Mittelfeldspieler Takuya Matsuura, der alle drei Tore seiner Mannschaft erzielen konnte.

#### Hinspiel
| Paarung        | Vegalta Sendai – Júbilo Iwata               |
| Ergebnis       | 1:1 (1:0)                                   |
| Datum          | 10. Dezember 2008                           |
| Stadion        | Yurtec Stadium, Sendai                      |
| Zuschauer      | 18.974                                      |
| Schiedsrichter | Kenji Ōgiya                                 |
| Tore           | 1:0 Nádson (41.), 1:1 Takuya Matsuura (53.) |

#### Rückspiel
| Paarung        | Júbilo Iwata – Vegalta Sendai                                                 |
| Ergebnis       | 2:1 (1:0)                                                                     |
| Datum          | 13. Dezember 2008                                                             |
| Stadion        | Yamaha Stadium, Iwata                                                         |
| Zuschauer      | 16.693                                                                        |
| Schiedsrichter | Masayoshi Okada                                                               |
| Tore           | 1:0 Takuya Matsuura (41.), 2:0 Takuya Matsuura (70.), 2:1 Ryang Yong-gi (89.) |